# Cream (ночной клуб)

Официальный логотип ночного клуба Cream

Cream — один из наиболее известных ночных клубов Великобритании, основанный в ночном клубе Nation в Ливерпуле. Cream начал свою жизнь как еженедельная ночь хаус-музыки в Nation и существовал в таком формате 10 лет: с октября 1992 года по июнь 2002 года. На протяжении 10 лет, каждую субботнюю ночь в Nation, Cream становился площадкой для диджеев с мировым именем, таких как: Пол Окенфолд (который был резидентом клуба с 1997 по 1998 годы), Пол ван Дайк, Саша, плюс к этому The Chemical Brothers исполнили свои ранние эксклюзивные сэты.

## История
Cream был основан Джозефом Малленом, Дарреном Хагесом, Энди Кэроллом и Джеймсом Бартеном. 
Предтечей Cream был клуб Club 051, в котором играли хаус-миксы из США и Великобритании диджеи Энди Кэррол и Джеймс Бартон. Кэррол и Бартон провели целый ряд незаурядных мероприятий, которые подарили США легенду Тони Хамфриса (Tony Huphries), а также ныне всемирно известных Пола Окенфолда, Сашу, Лорана Гарнье и дебютировавшего в то время менее известного диджея Аллистера Уайтхеда (Allister Whitehead). Так и родился клуб Cream.
Пол Блисдейл был главным резидентом Cream с момента его основания в 1992 году до конца еженедельных ночей. После этого, он дважды участвовал на эвентах Cream, проходившие в ночном клубе Nation: в первый раз на 10-летнем юбилее Cream в 2002 году, а затем во внутреннем дворе на ночь подарком того же года. С тех пор он больше не занимается диджеингом.
Первоначальные собственники Cream - Стюарт Дэйвенпорт и Ленни Мак-Миллан, хотели было закрыть клуб из-за очень низкой популярности в первые 3 недели его существования, но Джозеф Маллен и Даррен Хагес предложили сделать вход свободным для всех из северо-западной Британии, и таким образом добились того, что клуб стал самым популярным в стране.
Cream однажды владел баром «Babycream», находившийся в Ливерпуле на Альберт Док. Бар, который открылся в 2004 году, был совместным предприятием между барным и клубным оператором «Lyceum Group» и Cream. Вскоре после этого было открыто заведение в Лидсе, и оно предназначалось, как отправная точка для развития сети баров по всей Великобритания, в том числе и в таких городах как: Манчестер, Глазго, Суонси. Однако, бар в Лидсе уже был закрыт в 2006 году, а открытие других заведений «Babycream», так и не осуществилось. Бар в Ливерпуле был закрыт в 2009 году.

## Наши дни
Cream по-прежнему 3 раза в год проводит распродажи в Nation: на Пасху, в октябре-ноябре (в свой день рождения) и в ночь подарков. Cream, которым владеет Nation, состоит из 3 комнат, отличающиеся друг от друга обстановкой и размерами. Все комнаты вмещают разное количество людей: главная комната (Main Room) - 1000 человек, Annexe - 700 человек, а внутренний двор (Courtyard) - 1300 человек. Поскольку Cream перестал проводить свои еженедельные мероприятия, Nation устраивал прочие эвенты, такие как: студенческий эвент «Medication at Nation», Godskitchen, Chibuku, MTV и Yo-Yo.
Cream также устраивает каждый год в Дарсбери в графстве Чешир, Англия, фестиваль танцевальной музыки Creamfields на August Bank Holiday. В 2009 году Creamfields победил в номинации «Best Dance Event» на UK Festival Awards.
До сих пор под лейблом Cream каждый год выпускаются компиляции на CD.

## Cream Ibiza
Каждый четверг, во время клубного сезона на Ибице, Cream проводит мероприятия в клубе Amnesia.
Новый лайн-ап (line-up) 2012 был объявлен 14 июня и закончится 20 сентября сего года, на котором участвуют такие всемирно известные диджеи как: Пол ван Дайк, deadmau5, Above & Beyond, Кельвин Харрис, Лейдбак Люк, Eddie Halliwell, Example, Гарет Эмери, Sander van Doorn, Бенни Бенасси, Джон О’Каллаган, AN21 & Max Vangeli.